# Daniel Evan Weiss
Daniel Evan Weiss (New York, 1953) è uno scrittore statunitense.

## Biografia
Nato da una famiglia di origine ebraico-tedesca, vive a New York. È l'autore di saggi (The Great Divine, 100% American) e di romanzi: Hell on Wheels, The Swine's Wedding e The Roaches have no King (1994). Quest'ultimo viene pubblicato nel 1999 da Feltrinelli nella collana Traveller con il titolo Gli scarafaggi non hanno re. In Francia il libro esce da Gallimard con il titolo Les cafards n'ont pas de roi, ottiene un grande successo e viene definito "formidabile" da Daniel Pennac.
Il romanzo narra la curiosa e buffa storia di una colonia di scarafaggi che condivide un appartamento con una giovane coppia molto disordinata. Lei in particolare è sempre agitata e litigiosa al punto che non poche volte qualche piatto di cibo vola e finisce sbattuto contro il muro (con grande soddisfazione degli insetti). Ma un giorno la cucina viene ristrutturata, lei sparisce e il suo posto viene preso da un'altra donna che ne è l'esatto contrario. Non ci vuole molto ad immaginare come l'ambiente casalingo sarà sconvolto: sciatteria e lerciume lasceranno rapidamente il posto ad un ordine perfetto e a drastiche pulizie impeccabili, ma anche implacabili e minacciose per la sopravvivenza stessa della colonia di scarafaggi che al fine di salvarsi tenterà, con intricati e faticosi stratagemmi, di far diventare la seconda donna simile alla prima o di sbarazzarsene addirittura.